# کمال‌الدین حسین
کمال‌الدین حسین (عربی: كمال الدين حسين؛ ۲ ژانویهٔ ۱۹۲۱ – ۱۹ ژوئن ۱۹۹۹) یک شخص نظامی اهل مصر بود. وی عضو گروه افسران آزاد مصر بود و سال ۱۹۵۲ در کودتای این افسران ضد پادشاه مصر شرکت کرد، این کودتا پادشاه این کشور را سرنگون کرد.

## زندگی شخصی
کمال‌الدین حسین در سال ۱۹۲۱ در بنها استان قالیبا متولد شد. او در سال ۱۹۳۷ به کالج نظامی پذیرفته شد. در سال ۱۹۳۸ او مدرک لیسانس علوم نظامی را از آکادمی نظامی دریافت کرد. او در بخش میدان توپخانه در صحرای غربی خدمت کرد تا برای جنگ با بریتانیا علیه ارتش پیشرو تحت امر رومل در جنگ جهانی دوم جنگ کند.

## فعالیت‌های سیاسی
او بعدها عضو مؤسس افسران آزاد بود و بعد از انقلاب ۱۹۵۲ عضو شورای فرماندهی انقلاب مصر شد. در دوران ریاست جمهوری جمال عبدالناصر او وزیر امور اجتماعی در سال ۱۹۵۴ و بعد وزیر آموزش و پرورش شد. او گارد ملی را برای دفاع از اسماعیلیه در جنگ سوئز رهبری کرد. در سال ۱۹۶۴ وی از سمت خود به عنوان معاون رئیس جمهور و وزیر دولت محلی استعفا داد. دلیل اصلی او مداخله مصری در جنگ یمن بود. در دوران ریاست جمهوری انور السادات او در سال ۱۹۷۱ به مجمع مردم انتخاب شد. پس از انتقاد از دولت سادات، او از مجمع خلق در سال ۱۹۷۸ اخراج شد و همچنین از انتخابات بیشتر جلوگیری کرد. در سال ۱۹۸۳ او با یاسر عرفات با کشورهای عربی سفر کرد تا نبرد میان جبهه‌های مختلف فلسطینی در سراسر جهان عرب را متوقف کند.

## درگذشت
کمال‌الدین حسین به سرطان کبد مبتلا شد. او در ۱۹ ژوئن ۱۹۹۹ در سن ۷۸ سالگی درگذشت. مراسم تشییع جنازه او توسط حسنی مبارک، رئیس جمهور مصر، برگزار شد.